# Seagram Building
El Seagram Building és un gratacel, situat a Nova York, Midtown (375 Park Avenue, entre els carrers 52 i 53), dissenyat per l'arquitecte alemany Ludwig Mies van der Rohe, en col·laboració amb l'arquitecte americà Philip Johnson, entre 1954 i 1958.
El Seagram Building és National Historic Landmark d'ençà el 24 de febrer de 2006.

## Arquitectura

### Implantació
El Seagram Building és implantat en retirada de 28m respecte Park Avenue, en virtut de la Zoning Law (zonificació) en vigor entre 1916 i 1961, que obligava els arquitectes a adaptar l'alçada dels immobles a l'amplada dels carrers. Davant el Seagram s'hi troba doncs un «espai privat-públic», una plaça de granit guarnida amb una font.

### L'edifici
L'estructura està expressada a la façana: segons Ludwig Mies van der Rohe, els elements estructurals d'un edifici havien de ser visibles. El Seagram Building (com la majoria dels grans immobles de l'època) té una ossada de betó armat sobre la qual s'hi suspènel mur cortina. Mies volia una ossada metàl·lica aparent, tanmateix el codi de la construcció americà demanava que totes les estructures fossin ignifugades, i va haver d'amagar l'ossada —cosa que volia evitar a qualsevol preu— i va emprar doncs pilars metàl·lics en «I» no estructurals de color bronze per significar l'estructura en façana. L'estructura visible és doncs simulada.
Ludwig Mies van der Rohe cercava una regularitat total per a l'aparença de l'edifici. No li agradava la irregularitat de les persianes més o menys abaixades, que dona als edificis un aspecte desorganitzat. Va emprar doncs persianes amb tres posicions: obert, semiobert, i tancat.
El minimalisme de la composició il·lustra la divisa de l'arquitecte: «Less is more» (Menys és més»).
El Seagram Building va ser, al seu temps, l'edifici més car del món, degut al preu dels materials i de la sumptuosa decoració interior: bronze, travertí, marbre.

## Four Seasons Restaurant
El restaurant The Four Seasons Restaurant, situat al Seagram Building, va ser també concebut per Ludwig Mies van der Rohe i Philip Johnson. L'interior ha estat conservat igual d'ençà l'obertura el 1959. Una sèrie de quadres havia estat encarregat a Mark Rothko el 1958. Va acceptar la bestreta i va resoldre fer «alguna cosa que arruïni l'àpat de cada fill de puta que mai mengi en aquesta cambra». Va abandonar tanmateix el projecte, va tornar la bestreta i va guardar les teles; la sèrie va ser dispersada entre la Tate Gallery, la National Gallery of Art i el Kawamura Memorial Museum al Japó.